# BMW M4 GT3 (G82)
Pour les articles homonymes, voir GT3.
Chronologie des modèles (2022 -)
BMW M6 GT3
BMW M8 GTE
La BMW M4 GT3 (G82) est une automobile de compétition fabriquée par BMW. Elle est développée et homologuée pour la catégorie FIA GT3. Elle est dérivée de la BMW M4 (G82), d'où elle tire son nom.